# Ceolvaldo de Wessex
Ceolvaldo de Wessex (em inglês:  Ceolwald) era um membro da Casa da Saxônia Ocidental. Apesar de estar na linha masculina direta de Cínrico (Cynric) até Egberto (Egbert), Ceolvaldo jamais foi rei. Não se sabe nem quando nasceu e nem quando morreu.
Seu pai foi Cuta Catulfo (Cutha Cathwulf) e seu filho, Coenredo da Saxônia Ocidental (Coenred). Nada mais se sabe sobre ele. Algumas fontes o listam como marido de Fafertach (620–644), filha do príncipe Finguine de Mumhan (603–644). Diversas listas citam-no com filho da princesa Gwynhafar da Dumnônia (filha do rei Clemen ap Bledric).